# 赫斯緹雅
赫斯緹雅（Hesutia）是輕小說系列《在地下城尋求邂逅是否搞錯了什麼》中的虛構人物，由大森藤野所創。整個故事主要發生在都市歐拉麗，居民透過加入由眾神管理的團體「眷族」，來得到恩惠。恩惠能讓人們得到各種能力，協助他們從事探索地下城等活動。赫斯緹雅是低級小型團體赫斯緹雅眷族的主神，它最初只有兩名成員——她自己和地下城冒險者兼主人公貝爾。在未能招募其他人加入這個眷族，且貝爾也無法加入任何更大、更有聲望的眷族之後，貝爾與赫斯緹雅兩人只能聯手冒險。
赫斯緹雅在動漫迷圈子中頗具人氣，並成為作品的突出角色。她還出現在多款與《在地下城尋求邂逅是否搞錯了什麼》有關的官方商品中。評論家關注她與貝爾的關係、外表吸引力、在作品中所扮演的角色。她也成為眾多角色扮演者的扮演對象，在日本成為一股潮流。扮演赫斯緹雅的女性很多都會身穿其標誌性服裝。她的名字取自希臘神話的爐灶女神赫斯提亞。

## 角色
赫斯緹雅是貝爾的守護神，負責照顧貝爾，協助其成為獨當一面的冒險者。她嫉妒貝爾捲入其他女性的風流韻事，但仍然愛著他，即使在得知他只把她視為家人之後，也致力於保護他，幫助他成長。她和貝爾住在一間廢棄教堂下面的一個房間裡，並會在一些食品攤販（炸薯球）打工賺取與貝爾的日常生活費用。到了戰爭遊戲擊敗阿波羅眷族之後搬到其宅邸並沒收其資產。由於擔心貝爾的部分特質曝光之後會招來麻煩事，她對包括貝爾在內的所有人保密貝爾的部分特質，直到被問及此事時才與眷族裡的其他成員說明。
在作品中，赫斯緹雅是一個僕娘，有著黑色頭髮、藍色瞳孔，其黑色頭髮紮成雙馬尾辮，容貌、體格一如「蘿莉神」之名嬌小稚嫩，但擁有巨乳。她通常穿著一件白色迷你連衣裙，領子上繫著一條藍色絲帶，腰部、背部和手臂上繫著另一條藍色絲帶，這條藍色絲帶已成為這個角色最鮮明的特徵。她還戴著一副白手套，通常赤腳。她雖然身材矮小，但因為有著很大的胸部而被稱為「巨乳羅莉」（ロリ巨乳），這也讓一些女神（如洛基）感到嫉妒。
赫斯緹雅的日語配音員為水瀨祈，英語配音員為露西·克里斯蒂安。

## 赫斯緹雅眷族
赫斯緹雅眷族是指由赫斯緹雅女神為主神的眷族，《在地下城尋求邂逅是否搞錯了什麼？》的故事主要是圍繞著這個眷族展開。
赫斯緹雅眷族最初只有主神赫斯緹雅和一個成員貝爾。派閥的級數為最低級的I級。眷族的據點位於西北大街與西大街之間的區段，一條完全沒有人氣的小路最深處的一個破落的教會中的地下室。在後來的故事中，韋爾夫、莉莉露卡、大和·命先後改宗加入赫斯緹雅眷族，其中命為暫時改宗為期一年。
在戰爭遊戲過後，眷族的據點遷移到了原屬於阿波羅眷族的宅邸，原有據點遭到破壞。
之後春姬加入了赫斯緹雅眷族。

## 反響

### 評論
動畫新聞網的塞隆·馬丁（Theron Martin）把「赫斯緹雅因素」（Hestia Factor）視為《在地下城尋求邂逅是否搞錯了什麼》爆紅的因素之一，並指出這一因素的特質有水瀨祈的配音、角色發展、赫斯緹雅與貝爾的關係。在對小說第一卷的評論中，馬丁進一步寫道：「大森藤野的寫作技巧實際上高於平均水平……在小說結束時，我們對大多數角色及其立場有了非常好的認識，特別是貝爾和赫斯緹雅」。iDigitalTimes在對《在地下城尋求邂逅是否搞錯了什麼》動畫的評論中，發現貝爾和赫斯緹雅之間的關係「真得很感人」，其寫道「她明顯愛著他，想和他在一起：不只是作為他的守護神，而是想成為其伴侶。然而貝爾對她每一次的示好都視而不見，這是一個令人厭惡的流派標準，但他的慣例無視卻絲毫沒有減少赫斯緹雅對貝爾的愛」。
iDigitalTimes在一篇題為《嘗試了解赫斯緹雅不可思議的胸部絲帶是否搞錯了什麼》（Is It Wrong To Try To Understand What Is Going On With Hestia's Improbable Boob Ribbon）的文章評論道「《在地下城尋求邂逅是否搞錯了什麼》明顯為我們帶來日本推特最新和最大的趨勢之一」，那就是「赫斯緹雅的胸部絲帶」，該一絲帶「最近隨處可見」。Kotaku的Richard Eisenbeis認為《在地下城尋求邂逅是否搞錯了什麼》「真的[不是]關於在地下城尋求邂逅」，因為角色實際上很有深度，「雖然其他角色很少像貝爾那樣有深度，但同樣也很有趣。赫斯緹雅對貝爾一往情深——當然，他永遠無法理解女神會愛上他的想法。雖然她很容易生氣，而且忌妒心很強，但她願意以實際行動支持貝爾——即使這意味著貶低自己，甚至要去做兼職工作。透過赫斯緹雅我們還可以窺見神的社會，以及他們為什麼贊助英雄——主要是為了炫耀」。
動畫新聞網的Rebecca Silverman在評論《在地下城尋求邂逅是否搞錯了什麼》動畫時寫道：「貝爾和赫斯緹雅[...]的關係有一種很舒適很好的感覺。是的，赫斯緹雅顯然愛上了貝爾，但他們之間的互動仍很溫馨——既自然又溫暖」。她在《2015年最佳動漫》中進一步把《在地下城尋求邂逅是否搞錯了什麼》評為第三位：「主角——勇敢年輕的冒險者——貝爾·克朗尼與女神赫斯緹雅之間的相互關係非常棒，他們之間的溫暖關係不僅體現在動畫中，也體現在人物的聲音中。無論是否有戀情，兩人都是一對很好的搭檔，赫斯緹雅顯然比貝爾更想從他們的關係中得到更多，這一事實並沒有影響兩人相處的方式，這一點相當令人驚奇」。雖然「主角的守護神，身材矮小但胸部豐滿的赫斯緹雅標誌性的造型」引起了最多的關注，但「該系列還具有引人入勝的設定、一些出乎意料的人物發展、不錯的奇幻系列藝術創作以及一些出色的打鬥場面」，這導致塞隆·馬丁也將《在地下城尋求邂逅是否搞錯了什麼》列入他的2015年最佳動漫列表，排名第五。

### 人氣

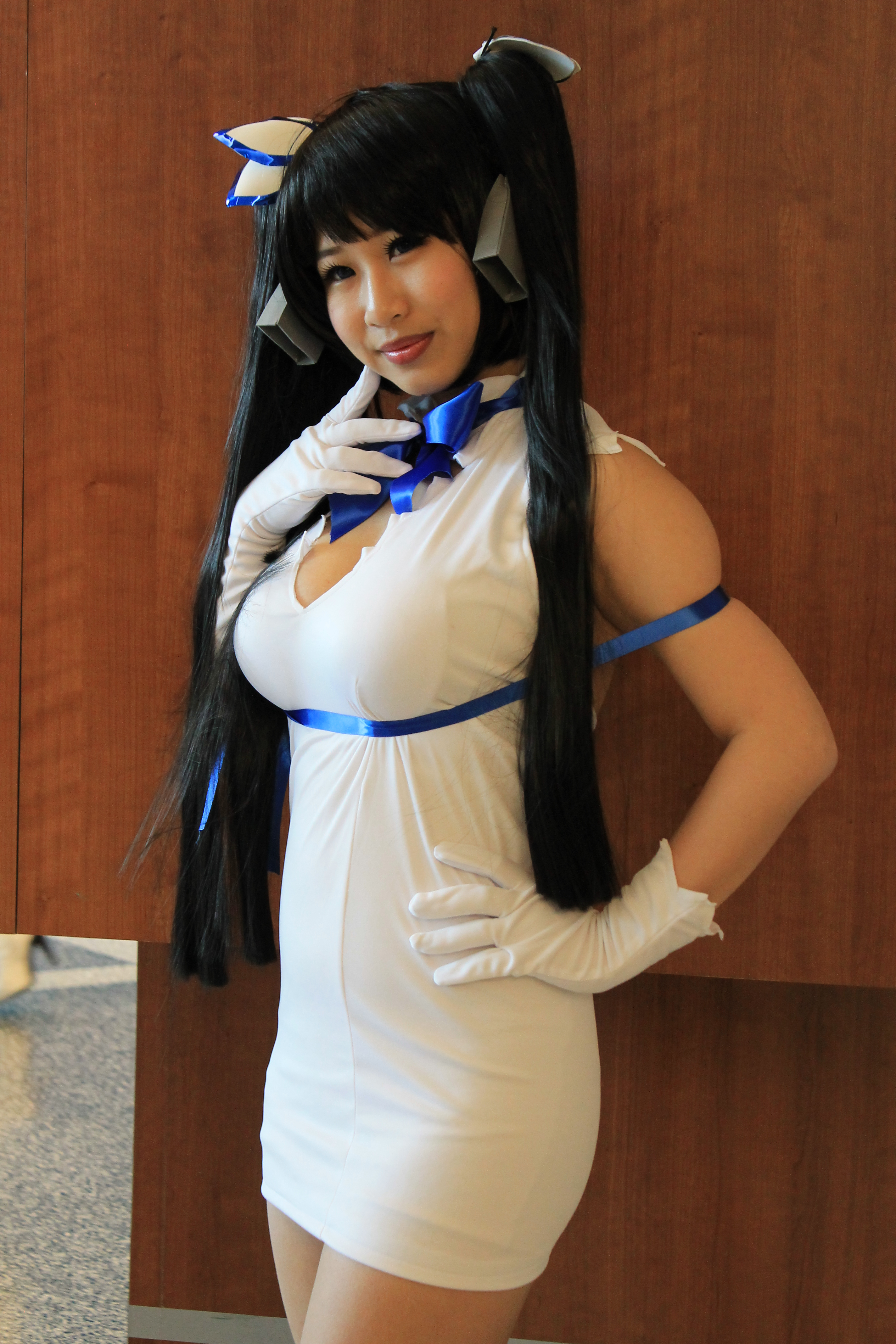
赫斯緹雅的人氣使得她頻繁成為角色扮演的主題；動畫新聞網寫道：「她已成為角色扮演的一个挑戰」

這個角色在動漫迷圈子中已經變得非常受歡迎。其包括在粉絲同人誌中佔據顯著位置，如在2015年Comic1同人誌活動中到處都是赫斯緹雅，也有專門為赫斯緹雅設置的區域。在動漫網站GoBoiano發布的《2015年超出其系列的22位最佳角色》（Top 22 Characters Who Transcended Their Series in 2015）中，赫斯緹雅排名第一。位於日本神奈川縣座間市的意大利餐廳La Ricetta的特色是用動漫和電子人物角色製作藝術煎餅，當中也包括了赫斯緹雅。赫斯緹雅角色的流行使她成為cosplay的常見主題，Baseel幽默地指出，赫斯緹雅的服裝——包括「與這個角色密切相關的隆胸繩和令人印象深刻的胸部」，已經比這個角色本身更有名了。
秋葉原免費贈送赫斯緹雅藍絲帶，導致Rocket News 24的Casey Basel評論說「動漫系列《在地下城尋求邂逅是否搞錯了什麼》日文暱稱為Danmachi看起來是這個電視動畫季的突破性作品，它的成功秘訣是什麼？[...]可能是女主角赫斯緹雅的服裝，即使以動漫服裝設計已經異常性感的標準來看，這套服裝也很有創意，其隆起的絲帶在日本的粉絲中被稱為（rei no himo，譯作「乳繩」）或The String」。這個角色的受歡迎程度也以赫斯緹雅的各種愛好者藝術為特色在Tumblr、Line、Twitter和Pixiv上「爆發」。
赫斯緹雅的角色設計也引起了人們的注意，尤其是她服裝上特有的藍色繩子。一些角色扮演者試圖複製其效果，並在推特使用「#」的標籤。這導致粉絲們發布了以這根繩子為特色的幽默圖片，且這種趨勢已經擴展到玩具和收藏品：一些圖片顯示了穿著模仿服裝的娃娃以及樂高積木。《每日鏡報》描述了日本女性在胸部下方繫上一條藍色絲帶的風潮，其風格與赫斯緹雅的服裝相似，並稱其為「有史以來最奇怪的熱潮」，並補充道「我們在這個時代已經看到一些奇怪的風潮，但這一定是最奇怪的」。英國報紙《地鐵報》也寫道：「我們知道在日本有一些奇怪的事情發生——但這種最新的時尚讓人大開眼界」。
女性雜誌《Bustle》的Anjali Patel評論道「赫斯緹雅胸部下方的藍色絲帶已經成為她在劇中標誌性造型的一部份，日本各地的女生——不僅僅是角色扮演者，也包括一般女生——都開始模仿這種造型」以及「模仿很酷的動漫女主角肯定會得來任何一些重要的酷點」。《星期日快報》的Alix Culbertson報導稱「大量的日本女生在胸部下方和手臂周圍繫上絲帶嘗試增加其胸圍」結果有好有壞。GoBoiano也注意到了這一區是，並開玩笑地補充道：「真是優質的絲帶」。

### 商品
赫斯緹雅大受好評，其受歡迎的程度導致了他出現在該系列的多個促銷活動和商品中。秋葉原的《在地下城尋求邂逅是否搞錯了什麼》抽獎活動以赫斯緹雅的形象為大獎，其他獎品包括赫斯緹雅主題的抱枕、桌墊、圍巾、杯子、和三枚徽章等。Good Smile Company的另一個人偶也以赫斯緹雅為主角，其擺出的姿勢會讓人聯想到動畫的宣傳圖片。Good Smile Company也發售了一款赫斯緹雅的黏土人人偶，並且有三種表情可以替換，包括微笑、自信和沮喪。其他赫斯緹雅人偶商品還有可動人偶，包括Hobby Japan的26公分人偶和壽屋的Q版赫斯緹雅造型的Cu-poche人偶。
大型多人在线角色扮演游戏《Wizardry Online》將赫斯緹雅繫胸的繩子作為遊戲角色的可裝備配件，這是其與《在地下城尋求邂逅是否搞錯了什麼》跨界合作的一部分。在《旋風管家！》的一章中，角色桂雏菊穿著赫斯緹雅的「流行服裝」，也因此動畫新聞網的林澤·洛夫里奇寫道，「赫斯緹雅和她臭名昭著的服裝設計正在蓬勃發展。」。《在地下城尋求邂逅是否搞錯了什麼》官方安利美特商品包或了赫斯緹雅掛毯、日本咖哩和透明L夾。動漫公仔製造商壽屋製作了赫斯緹雅公仔，其突出特點是她這條「提胸繩」。